# Rue de Paris (Bobigny et Noisy-le-Sec)
Pour les articles homonymes, voir Rue de Paris.
La rue de Paris est une rue à la limite de Bobigny et de Noisy-le-Sec.

## Situation et accès

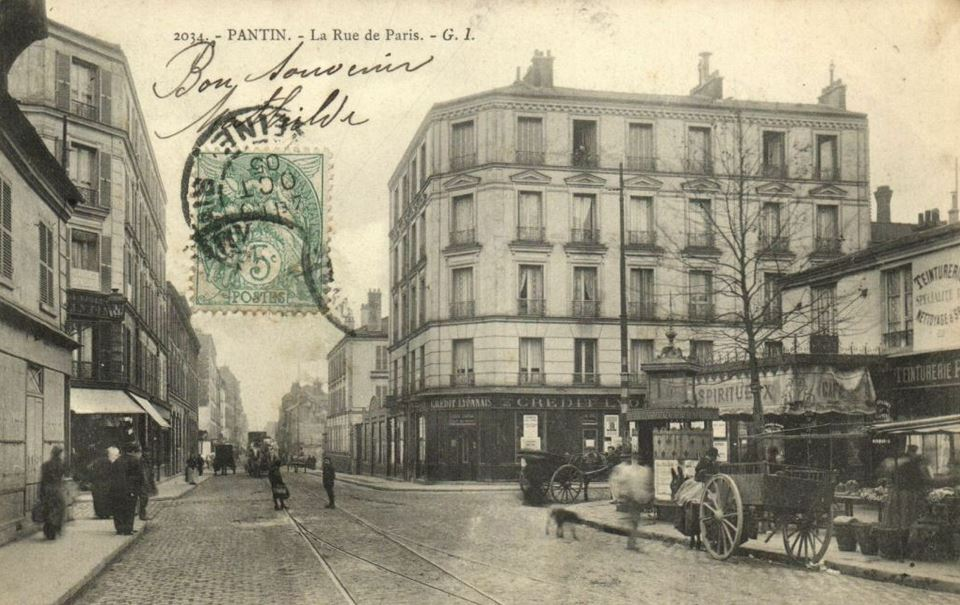
Pantin, ancienne rue de Paris.

Cette rue suit le parcours de la route nationale 3, en longeant le canal de l'Ourcq.
Elle commence à l'ouest, au carrefour des Limites de Pantin, où se rencontrent la rue Raymond-Queneau, l'avenue Jean-Lolive, l'avenue Anatole-France et la route de Noisy-le-Sec.
Elle franchit ensuite par un pont routier la ligne de Paris-Est à Strasbourg-Ville puis atteint le carrefour de la Folie, où se rencontrent la rue du Parc  et l'avenue Jean-Jaurès à Bobigny.

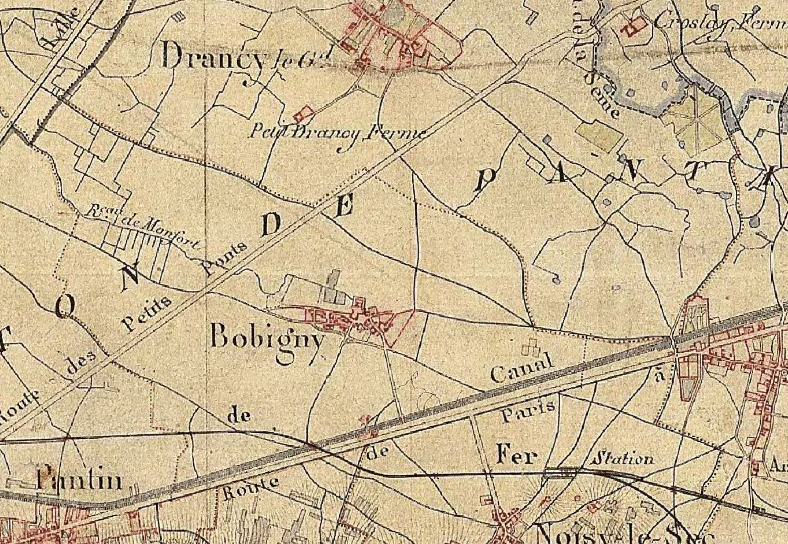
Carte d'État-Major, vers 1870.

Elle passe ensuite sous l'autoroute A86, forme sur sa droite le point de départ de l'avenue Gallieni à Noisy-le-Sec, puis se termine au pont de Bondy.
Elle est desservie par:
- Métro Bobigny - Pantin - Raymond Queneau

## Origine du nom

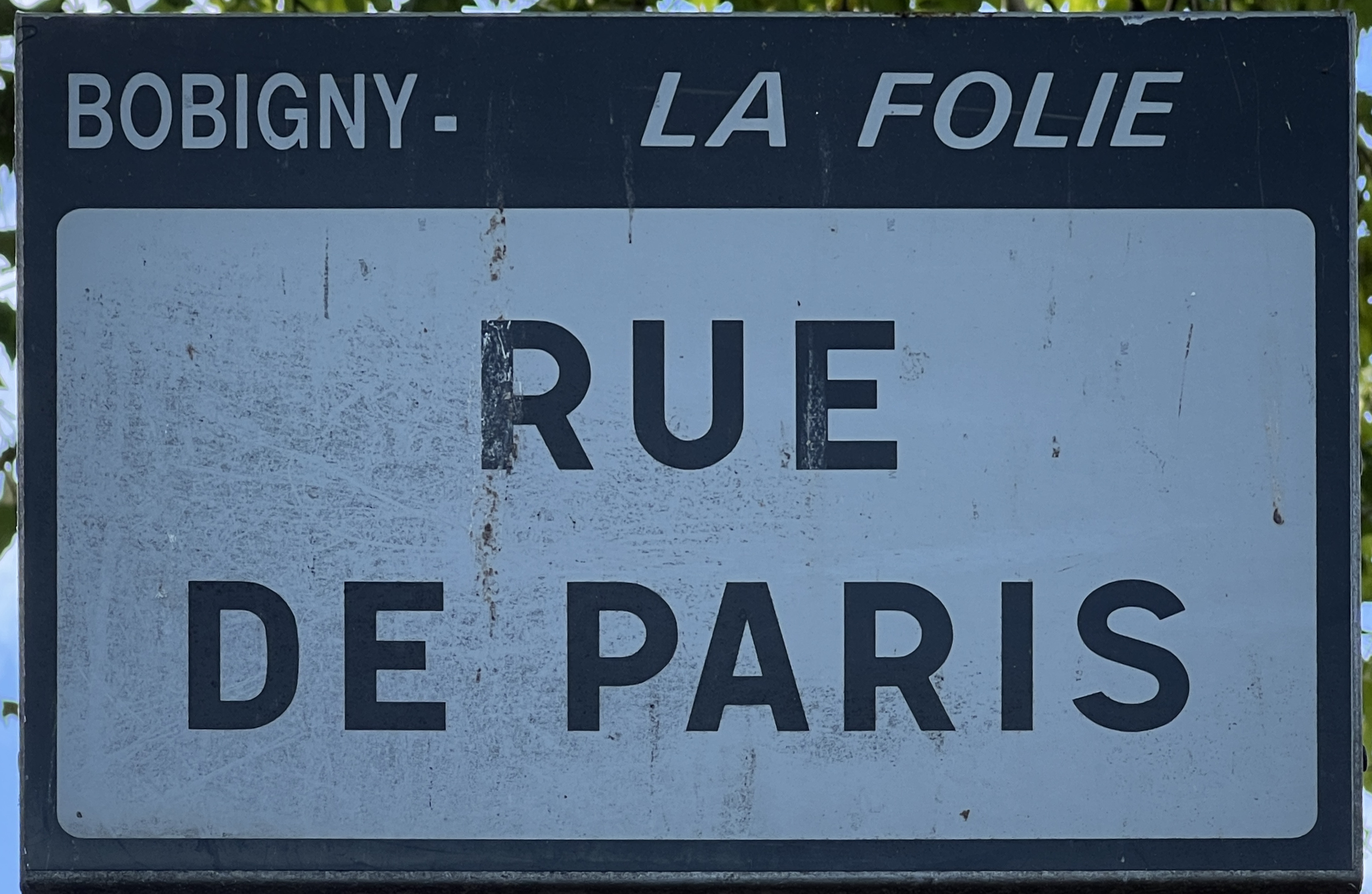
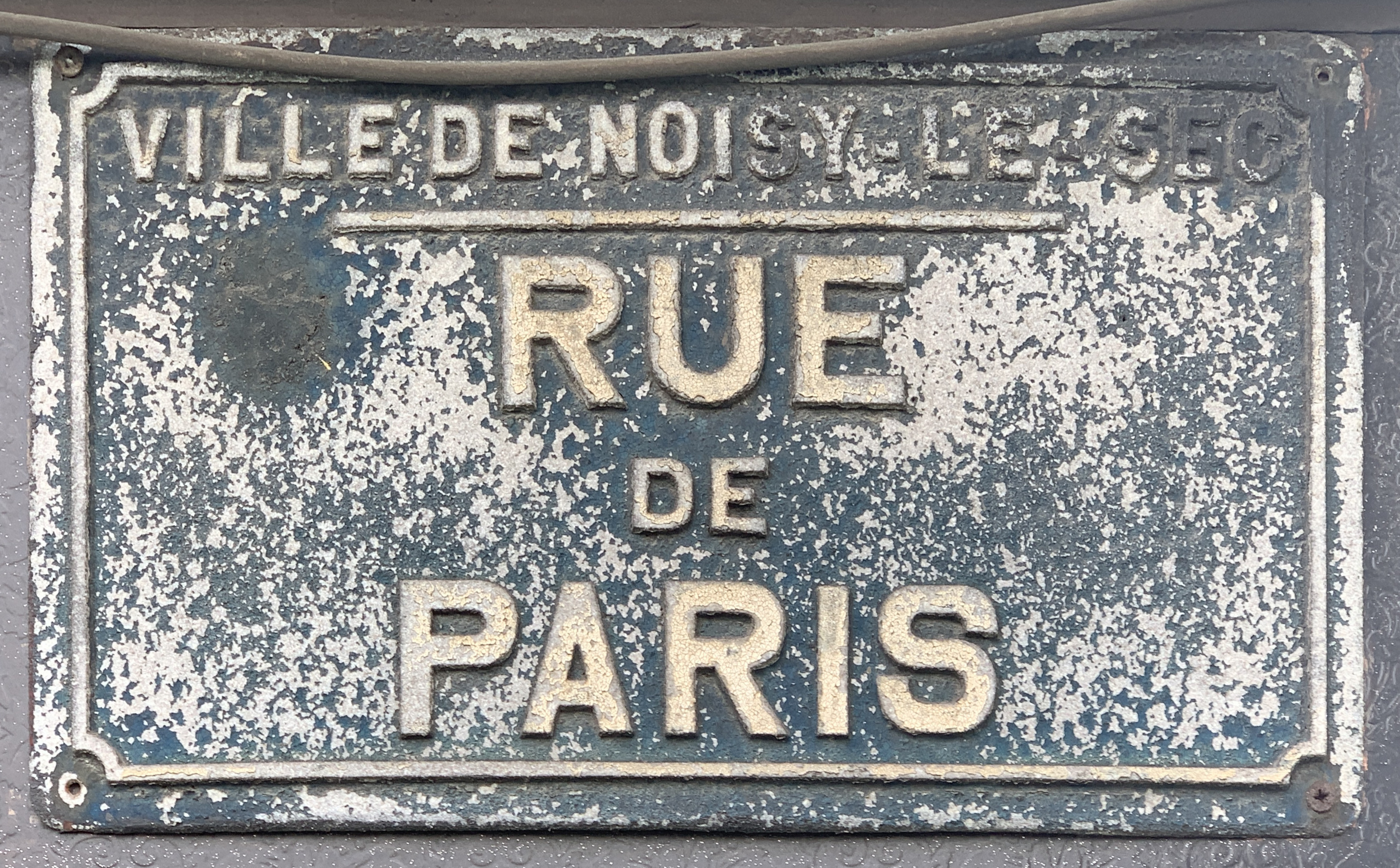

Elle porte ce nom car cette voie de communication est le plus court chemin vers la capitale.

## Historique

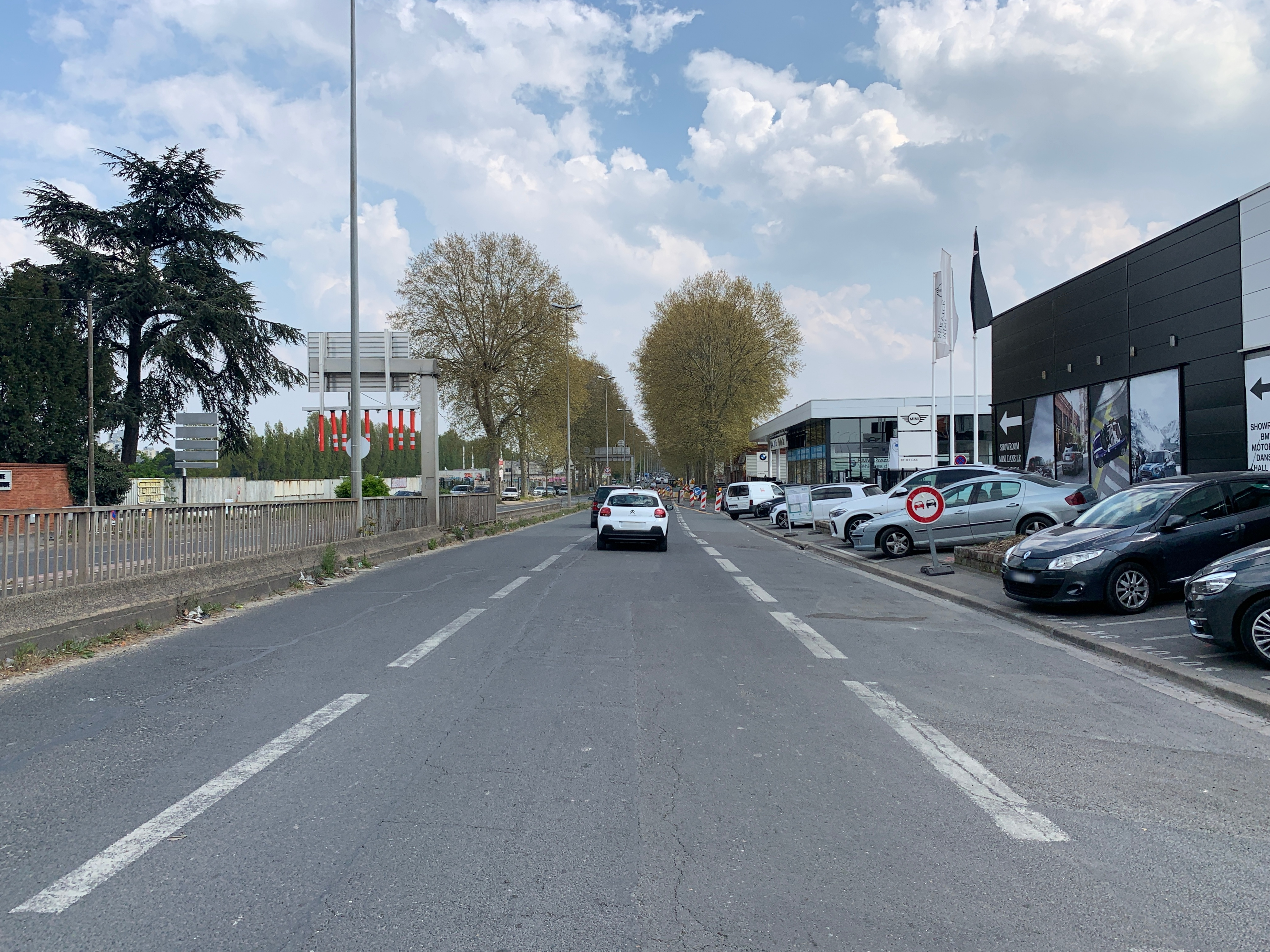
La rue en avril 2021.

La rue de Paris continuait aussi à Pantin avant que la portion de la voie dans la commune soit nommée avenue Jean-Lolive du nom de l'homme politique français, membre du Parti communiste français Jean Lolive (1910-1968).

## Bâtiments remarquables et lieux de mémoire
- Carrefour de la Folie, au droit du pont de la Folie[2], du nom d'un lieu-dit.